# Autolytus beringianus
Autolytus beringianus är en ringmaskart som beskrevs av Annenkova 1934. Autolytus beringianus ingår i släktet Autolytus och familjen Syllidae. Inga underarter finns listade i Catalogue of Life.